# Jüdischer Friedhof Lanterstraße

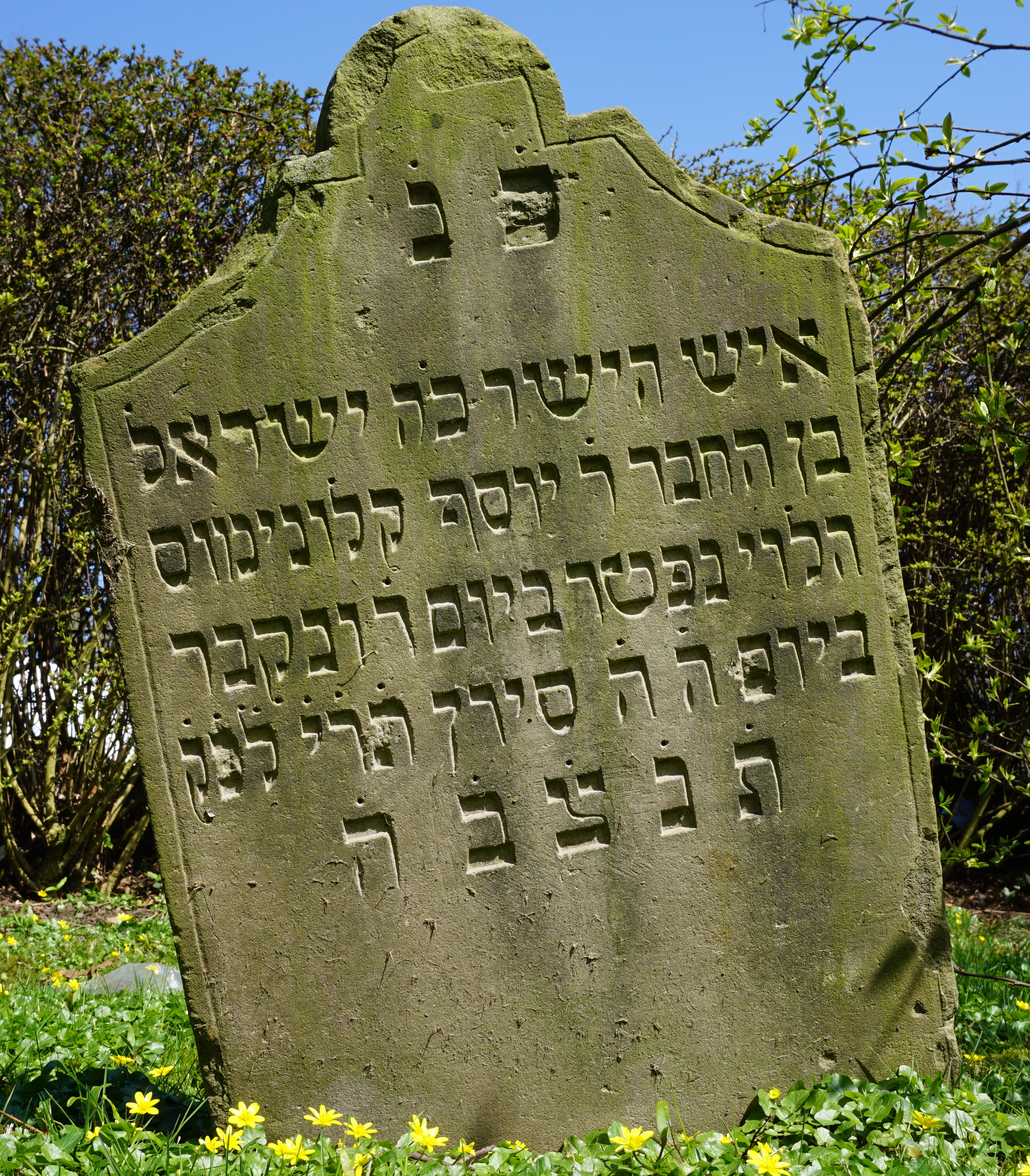
Einer der erhaltenen Grabsteine

Der Jüdische Friedhof in der Lanterstraße in Huttrop im Stadtteil Huttrop in Essen liegt in der heutigen Lanterstraße an der Ecke zur Moltkestraße.

## Geschichte
Der Friedhof wurde von 1766 bis 1855 von Essener und Steeler Juden belegt. Drei  Grabsteine sind hier erhalten; ein älterer Grabstein von 1731 soll allerdings von einem älteren Begräbnisplatz stammen. Die genaue Lage des ehemaligen Begräbnisplatzes ist heute nicht mehr ersichtlich.